# 新水俣駅
新水俣駅（しんみなまたえき）は、熊本県水俣市初野にある、九州旅客鉄道（JR九州）・肥薩おれんじ鉄道の駅である。

## 乗り入れ路線
九州旅客鉄道（JR九州）の九州新幹線が乗り入れており、当駅には「さくら」、または「つばめ」が毎時1 - 2本程度停車する。「さくら」のうち、新大阪駅発着の列車が1日に8.5往復停車している。
なお、当駅に停車する「さくら」は熊本駅 - 鹿児島中央駅間は各駅停車となる列車のみで、同区間を速達運転する列車は当駅には停車しない。
肥薩おれんじ鉄道線の駅はJR九州鹿児島本線の津奈木駅 - 水俣駅間にあった、初野信号場を肥薩おれんじ鉄道開業と同時に駅へ変更し九州新幹線との接続駅としたものである。新幹線との乗り換え客が少なく肥薩おれんじ鉄道の快速「スーパーおれんじ」は当駅を通過している。また、乗り換えは一旦駅本屋を出る必要があり、JR側の窓口や券売機でも肥薩おれんじ鉄道の乗車券は扱っていない。

## 歴史
- 1968年（昭和43年）9月19日：日本国有鉄道の初野信号場として開設[1]。
- 1987年（昭和62年）4月1日：国鉄分割民営化により、九州旅客鉄道（JR九州）の信号場となる[1]。
- 2004年（平成16年）3月13日：九州新幹線の新八代駅 - 鹿児島中央駅間が開業し、新幹線駅を新水俣駅として新設、JR九州の駅となる[2]。鹿児島本線の八代駅 - 川内駅間がJR九州から肥薩おれんじ鉄道に移管され、駅に昇格。初野信号場から新水俣駅に改称される。
- 2019年（令和元年）10月1日：肥薩おれんじ鉄道で駅ナンバリング導入に伴い肥薩おれんじ鉄道線ホームの駅名標を更新。英語表記を「Shin Minamata」から新幹線ホームと同じ「Shin-Minamata」に変更。

## 駅構造

### JR九州

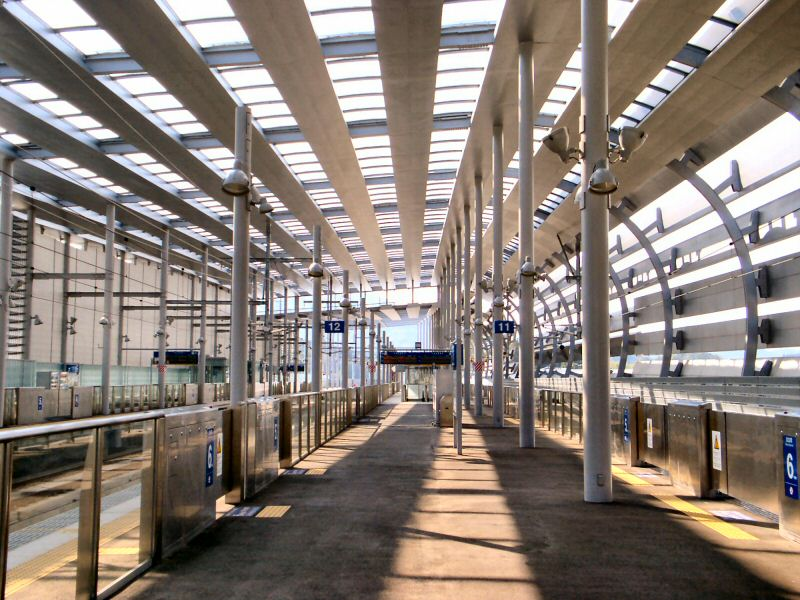
新幹線ホーム

単式ホーム1面1線と島式ホーム1面2線、合計2面3線のホームを持つ高架駅であり通過列車の待避、および折り返し運転ができる構造となっている。通過線がなく安全のため可動式安全柵が設けられている。
みどりの窓口設置の直営駅。
駅舎の設計は渡辺誠+西部交通建築事務所。くまもとアートポリス第9回推進賞受賞。駅前広場の「新水俣門」も駅舎の設計者渡辺誠によるモニュメント。分かれ再び融合する枝のようなデザインは、コンピュータプログラムにより発生させた形態をもとにしている。

#### のりば

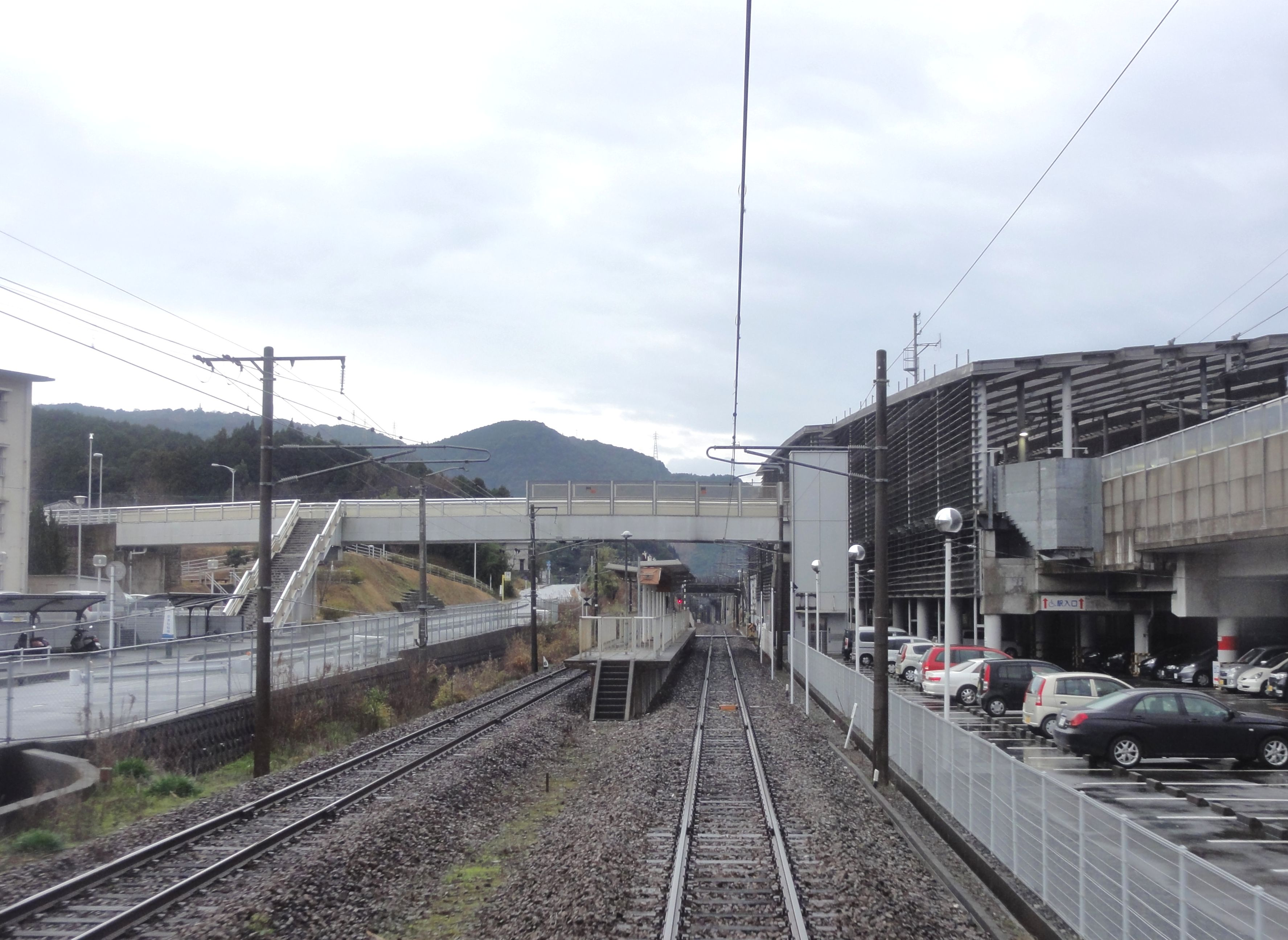
肥薩おれんじ鉄道ホーム

| のりば | 路線       | 方向 | 行先             |
| ------ | ---------- | ---- | ---------------- |
| 11・12 | 九州新幹線 | 上り | 博多・新大阪方面 |
| 13     | 九州新幹線 | 下り | 鹿児島中央方面   |

付記事項
- 待避列車と折り返し列車は副本線である11番線を使用する。副本線は上り本線側に設置されているが、駅前後に存在する渡り線を介すことで上下線どちらからでも入線することができる[3]。現在は臨時列車の一部が当駅で通過列車の待避を行うが、定期列車では当駅で待避を行う列車は設定されていない。

- かつては鹿児島中央方面へ当駅始発・終着の列車が早朝・深夜に1本ずつ運行[注釈 1] されていたが、2011年3月12日の九州新幹線全線開業に伴うダイヤ改正で熊本発着となり現在は当駅発着の列車は設定されていない。

- 2016年4月14日から16日にかけて発生した熊本地震では新玉名駅 - 新水俣駅間が被災して特に熊本駅 - 新八代駅間で列車脱線や大規模な施設の損傷が発生し、熊本駅 - 新水俣駅間が長期間運転不能になった。このため暫定措置として、4月19日から全線で運転を再開した27日まで当駅 - 鹿児島中央駅間で運転本数を大幅に減らした暫定ダイヤで折り返し運転を行い、約5年ぶりに当駅折り返し列車が運行された。この間の暫定ダイヤでは全列車つばめ号で運行され、当駅は全列車とも11番線を使用しての折り返し運転が行われた。

#### 九州新幹線駅舎の建築概要
- 設計 - 渡辺誠 + 西部交通建築事務所
- 竣工 - 2004年
- 敷地面積 - 3,494m2
- 建築面積 - 2,147m2
- 延床面積 - 6,146m2
- 構造 - S造、RC造（躯体部）
- 規模 - 地上2階
- 用途 - 駅舎
- 所在地 - 熊本県水俣市初野305
- 受賞 - くまもとアートポリス第9回推進賞

### 肥薩おれんじ鉄道
島式ホーム1面2線を有する地上駅で無人駅となっている。駅番号はOR12。ホームへは構内踏切を介して出入りする。独自の駅舎はない。ホームはかなり狭い上に貨物列車が通過するため転落防止柵が設置されている。またホームの狭さや踏切動作などの関係で、事故防止のため上下線とも通過列車の最高速度が40km/hに制限されている。
当駅のホームは3両編成分の有効長があるが、出水 - 八代間は3両編成の列車が設定されなかったため、3両ゾーンは駅開業以来長らく使用されていなかった。その後2018年3月11日と12日にくまモン3号ラッピング車両の完成と、くまモン生誕祭に合わせた3両編成の特別臨時列車が出水 - 八代間で各1往復ずつ運行され、この時に3両ゾーンが初めて使用された。

#### のりば
| のりば | 路線              | 方向 | 行先                 |
| ------ | ----------------- | ---- | -------------------- |
| 1      | ■肥薩おれんじ鉄道 | 下り | 水俣・出水・川内方面 |
| 2      | ■肥薩おれんじ鉄道 | 上り | 佐敷・八代方面       |

- 肥薩おれんじ鉄道ホーム

## 利用状況
2020年度のJR九州（新幹線）1日平均乗車人員は344人である。
| 年度   | 1日平均 乗車人員 | 増加率 |
| ------ | ---------------- | ------ |
| 2016年 | 595              |        |
| 2017年 | 590              | -0.8%  |
| 2018年 | 576              | -2.4%  |
| 2019年 | 537              | -6.8%  |
| 2020年 | 344              | -35.9% |

2019年度の肥薩おれんじ鉄道の1日平均乗降人員は91人である。
| 1日乗降人員推移 | 1日乗降人員推移 |
| 年度            | 1日平均人数     |
| --------------- | --------------- |
| 2011年          | 82              |
| 2012年          | 84              |
| 2013年          | 77              |
| 2014年          | 88              |
| 2015年          | 88              |
| 2016年          | 100             |
| 2017年          | 103             |
| 2018年          | 95              |
| 2019年          | 91              |

## 駅周辺
- 水俣警察署

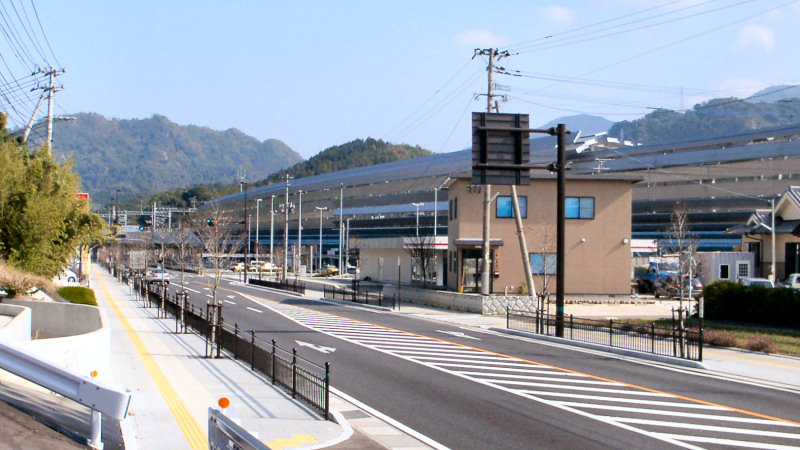
駅前風景

- 水俣芦北広域行政事務組合水俣消防署（消防本部と兼用）
- 水俣城跡
- 水俣市営初野団地
- 国道3号
- 国道268号
- 南九州西回り自動車道 水俣インターチェンジ

## バス路線
| 運行事業者             | 系統・行先                                                                   | 備考               |
| ---------------------- | ---------------------------------------------------------------------------- | ------------------ |
| 産交バス（水俣営業所） | 1：水俣病資料館下・水俣産交（市役所前・水俣駅前・エコパーク道の駅みなまた）  |                    |
| 産交バス（水俣営業所） | 2：水俣産交（市役所前・水俣駅前）                                            |                    |
| 産交バス（水俣営業所） | 3：水俣港（市役所前・水俣駅前・エコパーク道の駅みなまた）                    |                    |
| 産交バス（水俣営業所） | 1： 佐敷駅前 / 道の駅たのうら（津奈木駅前）                                  |                    |
| 産交バス（水俣営業所） | 2・3： つなぎ温泉前（津奈木役場前）                                          |                    |
| 南国交通（伊佐出張所） | 水俣・大口・栗野線：水俣駅前 / 大口 / 鹿児島空港（菱刈郵便局前・栗野三文字） | 旧・山野線代替バス |

## 隣の駅
※肥薩おれんじ鉄道の臨時快速「おれんじ食堂」の隣の停車駅は列車記事を参照のこと。
九州旅客鉄道（JR九州）
 九州新幹線
新八代駅 - 新水俣駅 - 出水駅
肥薩おれんじ鉄道
■肥薩おれんじ鉄道線
津奈木駅（OR11） - 新水俣駅（OR12） - 水俣駅（OR13）